# Drums United
Drums United is een Nederlandse slagwerkgroep die zich bezighoudt met het samenbrengen van uiteenlopende drumtradities. Het ensemble bestaat uit zeven tot negen percussionisten uit verschillende landen en muziektradities. De groep is werkzaam vanaf 2000 en staat onder leiding van drummer Lucas van Merwijk.
Er is getoerd door Europa, Zuid-Amerika, Azië en Noord-Amerika.
In 2009 verscheen de live-registratie Ritmo Inferno. Tevens zijn de albums Heartbeat en Rhythm Dream uitgebracht.